# Helene von Forster

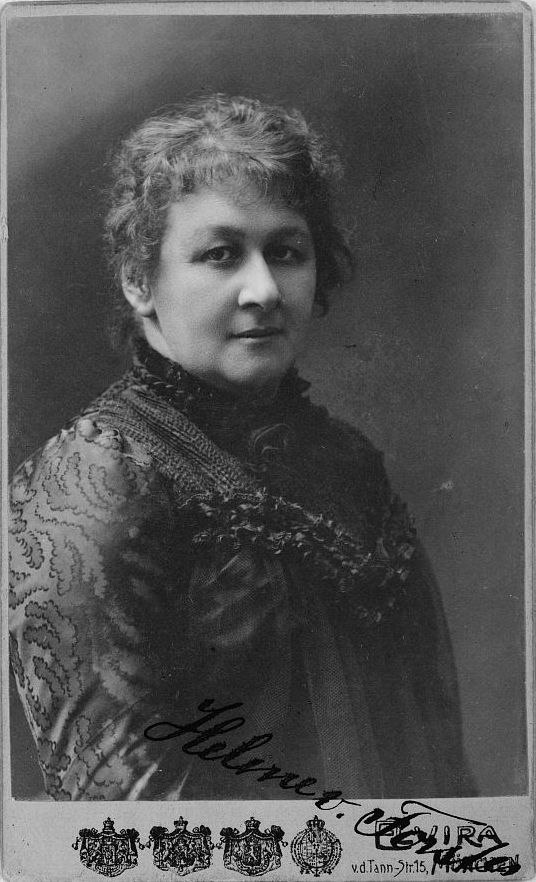
Helene von Forsters Visitenkarte mit Unterschrift, 1880

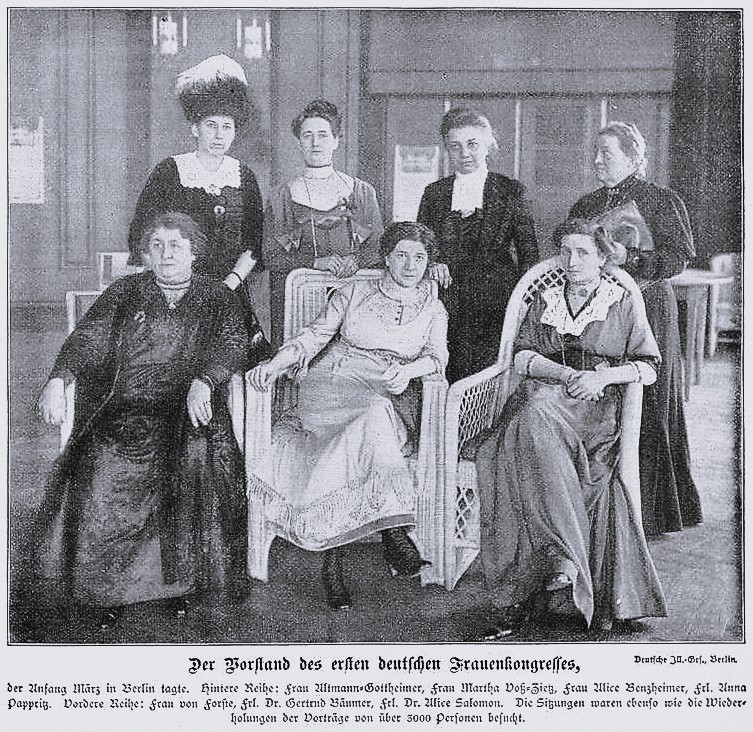
Vorstand des ersten deutschen Frauenkongresses Anfang März 1912 in Berlin. Hintere Reihe von links: Elisabeth Altmann-Gottheiner, Martha Voss-Zietz, Alice Bensheimer, Anna Pappritz. Vordere Reihe von links: Helene von Forster, Gertrud Bäumer, Alice Salomon.

Helene von Forster, geborene Schmidmer (* 27. August 1859 in Nürnberg; † 16. November 1923 ebenda) war eine deutsche Frauenrechtlerin und Schriftstellerin. Sie gilt als wichtigste Vertreterin der gemäßigten bürgerlichen Frauenbewegung in Nürnberg.

## Leben
Ihr Vater, Kommerzienrat Christian Schmidmer, war Leiter einer Nürnberger Drahtfabrik. Ihre Mutter, geborene Nanette Lotz, war Tochter eines herzoglich-coburgischen Staatsrats. Als Fabrikantentochter mit drei jüngeren Geschwistern erhielt sie die zeittypische Ausbildung als „höhere Tochter“ am Portschen Institut sowie anschließend in einem Pensionat in Lausanne. Sie heiratete am 20. September 1882 den Nürnberger Augenarzt Sigmund von Forster. Der Ehe entsprang 1894 eine Tochter.
Sie begann mit dem Schreiben lyrischer Poesie und Gelegenheitsdichtung und gab Gedichtbände heraus, deren Verkaufserlös sie wohltätigen Zwecken spendete. Zu einer Feier des Pegnesischen Blumenordens verfasste sie eine kleine Komödie; weitere Schauspiele entstanden 1902 (Das Burgweiblein), 1907 (Im Hause Martin Behaims, uraufgeführt anlässlich des 16. Deutschen Geographentags) und 1913 (Historie einer Urne, Festspiel anlässlich der 44. Versammlung der Anthropologischen Gesellschaft).
Im Jahr 1893 schloss sie sich der Frauenbewegung an und gründete zusammen mit Bertha Kipfmüller am 16. November des Jahres die Nürnberger Sektion des Vereins Frauenwohl, dessen erste Vorsitzende sie wurde. Der bald 2.000 Mitglieder zählende Verein organisierte Abendkurse (Handarbeit, Hausarbeit, Sprachen), gründete und betrieb die Neue Nürnberger Frauenarbeitsschule und ab 1898 in St. Johannis neben dem neu erbauten städtischen Krankenhaus das erste Wöchnerinnenheim für Arbeiterinnen in Bayern, das vor allem Arbeiterfrauen die Möglichkeit eröffnete, ihre Kinder unter ärztlicher Betreuung zur Welt zu bringen. Ein vom Verein organisiertes Wohltätigkeitsfest erbrachte 1904 32 000 Mark für die Einrichtungen des Verbands.
Sie gründete 1894 die Ortsgruppe Nürnberg des Allgemeinen Deutschen Frauenvereins, dessen ersten Vorsitz sie ebenfalls übernahm. Im selben Jahr wurde sie Vorstandsmitglied des Bundes deutscher Frauenvereine und war ab 1902 zweite Vorsitzende des Bundes. Bis 1909 folgten zahlreiche weitere Vereinsgründungen.
Seit 1908 war sie Mitglied in der Fortschrittlichen Volkspartei, die später in der Deutschen Demokratischen Partei aufging. 1919 wurde sie für die DDP in den Nürnberger Stadtrat gewählt. Dort bemühte sie sich gemeinsam mit Agnes Gerlach um Wohlfahrtspflege, Mädchenschulwesen, Kunst und Wissenschaft.
In Nürnberg ist seit 2001 die Grundschule Am Röthenbacher Landgraben nach ihr benannt.

## Veröffentlichungen (Auswahl)
- Moment-Aufnahmen. J. L. Stich, Nürnberg 1892
- Im Freilicht.  Nisters Kunstanstalt, Nürnberg 1893 (Gedichte)
- Die Frau, die Gehilfin des Mannes. Nürnberg 1893
- Nürnberg nach Aquarellen. W. Ritter mit Versen von Helene v. Forster. Ritter u. Klöden, 1896
- Das Burgweiblein. 1902 (Festspiel)
- Stimmungsbilder aus Nürnberg. Verlag Nister, Nürnberg 1906
- Im Hause des Martin Behaims. 1907 (Spiel)
- Familie und Persönlichkeits-Kultur. Vandenhoeck & Ruprecht, 1913